# Colegio Calasanz de Villacarriedo
El Colegio Calasanz de Villacarriedo es un colegio católico dirigido por los PP. Escolapios ubicado en Villacarriedo, Cantabria (España).

## Historia
Fue fundado por un ilustre carredano, don Antonio Gutiérrez de la Huerta, que en tiempos del rey Felipe V hizo fortuna en las aduanas de Huelva y Cádiz. Este importante personaje de Cantabria, como no tenía hijos, legó su fortuna para construir este colegio, que fue inaugurado poco después de su muerte, el 12 de junio de 1746, con el real permiso del rey Felipe V y la autorización eclesiástica del arzobispo de Burgos, en cuanto al uso de la iglesia. 
Único en la Cantabria de entonces, uno de los pocos que había en España, dedicado a la educación de niños y jóvenes, este centro se distingue por sus métodos propios de enseñanza, heredados de la larga tradición escolapia que comenzó San José de Calasanz. En un principio son pocos los alumnos, los del pueblo de Villacarriedo y algunos internos. Poco a poco va creciendo su fama y se va agrandando, en lo que se refiere al edificio —que no se construyó todo de golpe, sino que se terminó con la estructura que ahora tiene a finales del siglo XIX— y en lo que se refiere al número de alumnos, principalmente internos, ya que los externos eran los niños de Villacarriedo y pueblos vecinos a él. 
Se imparten en un principio las asignaturas de latín y humanidades, así como lo ahora llamamos el álgebra, la aritmética y la geometría. Al final del siglo XVIII se enseñan en sus aulas materias de filosofía y teología que en aquellos tiempos tiene rango de ser estudios universitarios. Hubo también en él una zona dedicada a seminario mayor de la Orden escolapia.
Un dato importante de la historia educativa de Santander (actual Cantabria) ha sido la fundación del llamado entonces Instituto Cántabro —actual Instituto de Santa Clara—. En 1838, con motivo de la Primera guerra carlista, se cierra parte del colegio —la enseñanza superior— y los PP. Escolapios, profesores de estos cursos son trasladados a Santander con cuya ayuda se pone en marcha el citado Instituto. Más tarde -acabado el peligro de las guerras carlistas- volverán a su sitio. El colegio continúa brillantemente su función educadora, sometiéndose a los continuos cambios de planes por parte de las autoridades académicas del Estado español. Tras los avatares de la guerra civil, en la que fueron asesinados varios escolapios, entre ellos el beato Alfredo Parte, fusilado en el Alfonso Pérez, continúa con los estudios de bachillerato. Más tarde, al comenzar la EGB. queda reducido sólo a esta modalidad de estudios y desciende en número de alumnos. A punto estuvo de ser cerrado por los superiores de la Orden. Pero recibe el refuerzo de los alumnos del ayuntamiento de Villafufre, lo que supone para él un nuevo balón de oxígeno para su continuidad.
Actualmente, con la Educación Secundaria, atiende a un numeroso grupo de alumnos, que gracias a la atención constante de los profesores y educadores extraescolares pueden superar con éxito su formación académica elemental y así obtener el necesario título del Graduado Escolar.

## Antiguos alumnos ilustres
- El cirujano Diego de Argumosa
- El poeta León Felipe
- El biólogo Augusto González Linares
- El médico Enrique Diego-Madrazo
- El ciclista Enrique Aja
- El banquero Emilio Botín-Sanz de Sautuola y López
- El futbolista Carlos Alonso González "Santillana"
- El jesuita Tomás Gómez Carral
- El cardenal Luis de la Lastra y Cuesta
- El historiador Gregorio Lasaga Larreta
- El periodista, poeta y académico Casimiro del Collado
- El político Claudio Antón de Luzuriaga
- El político Pedro Ceballos Guerra